# Saint-Chamond
Saint-Chamond is een gemeente in het Franse departement Loire (regio Auvergne-Rhône-Alpes). De gemeente telde 35.586 inwoners op 1 januari 2022. De plaats maakt deel uit van het arrondissement Saint-Étienne. Het is na het naburige Saint-Étienne qua inwoneraantal de grootste gemeente van het departement.

## Geschiedenis

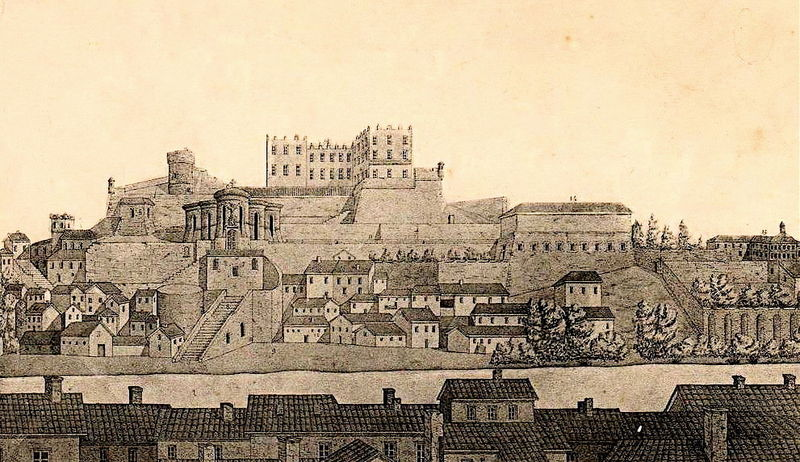
Kasteel en kapittelkerk van Saint-Chamond (1644)

In de Gallo-Romeinse periode werd het water van de Gier hier afgetapt als beginpunt van het Romeins aquaduct van de Gier dat drinkwater naar Lyon voerde.
Saint-Chamond is in de middeleeuwen gegroeid rond een kasteel op de heuvel Saint-Ennemond. In 1224 kreeg het stadsrechten en daarna een stadsmuur. In 1536 in het kader van de Hugenotenoorlogen werd de stad verder versterkt en hiervoor moest de oorspronkelijke kerk Saint-Pierre worden afgebroken. Ze werd herbouwd in de 17e eeuw door markies Melchior Mitte de Chevrières, heer van Saint-Chamond. Hij liet ook het kasteel verfraaien en een kapittelkerk ernaast bouwen.

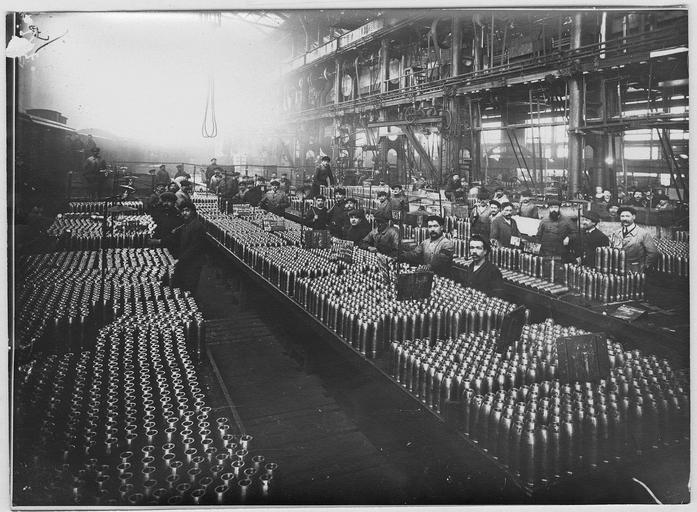
Forges et Aciérie de la Marine, productie van obussen tijdens de Eerste Wereldoorlog

Al in de 17e eeuw kwam er zijde-industrie in de Saint-Chamond. Arbeiders spinden thuis zijdedraad en maakten zijden linten, die vervolgens door handelaars werden opgekocht, geverfd en verkocht. Toen de zijde-industrie grotendeels verhuisde naar Saint-Étienne, schakelde de industrie van Saint-Chamond aan het begin van de 19e eeuw over naar de productie van strikken en veters. In de 19e eeuw ontwikkelde de industrie zich in Saint-Chamond en de omliggende gemeenten, onder andere een fabriek waar zijde werd geverfd (Usines Gillet, 1870) en een wapenfabriek (Forges et Aciérie de la Marine). In deze laatste fabriek werd onder andere de vroege tank St Chamond gebouwd. Deze fabriek, intussen GIAT genoemd, sloot de deuren in 2004.
Tussen 1929 en 1977 was Antoine Pinay, Frans premier in 1952, burgemeester van Saint-Chamond. In 1964 fuseerden buurgemeenten Izieux, Saint-Julien-en-Jarez en Saint-Martin-en-Coailleux met Saint-Chamond.

## Geografie
De oppervlakte van Saint-Chamond bedroeg op 1 januari 2022 54,88 vierkante kilometer; de bevolkingsdichtheid was toen 648,4 inwoners per km².
De Gier en de Janon stromen door de gemeente. In het noorden liggen de heuvels Côteaux du Jarez. In het zuidoosten grenst de gemeente aan het Parc naturel régional du Pilat.  
De onderstaande kaart toont de ligging van Saint-Chamond met de belangrijkste infrastructuur en aangrenzende gemeenten.

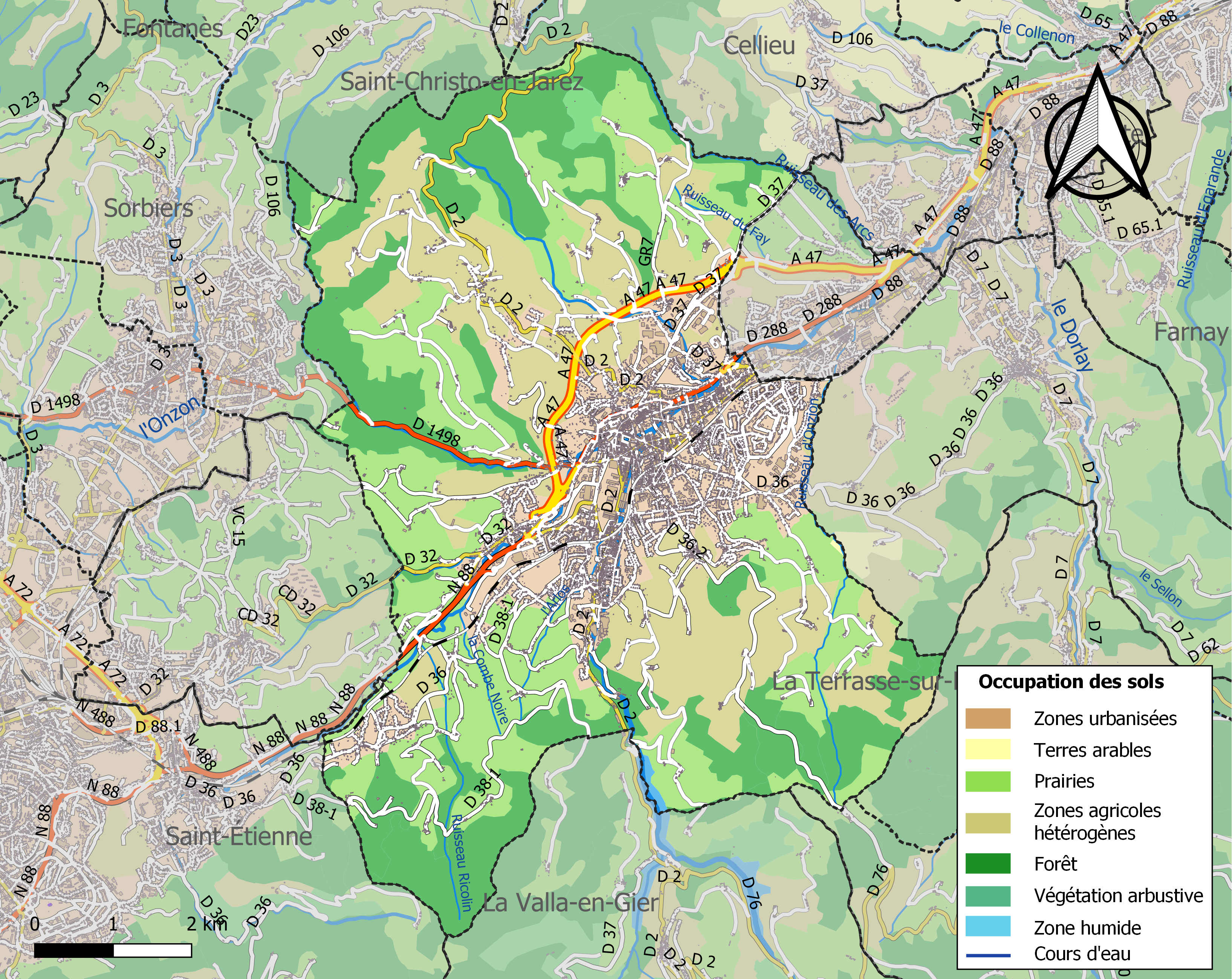

## Demografie
Onderstaande figuur toont het verloop van het inwonertal (bron: INSEE-tellingen).

## Bezienswaardigheden
De gemeente telt verschillende historische monumenten:
- Maison des Chanoines
- Hôtel-Dieu met een apotheek uit 1742
- Couvent des Minimes (1622), nu stadhuis
- Église Saint-Pierre (17e eeuw)
- Hôtel Dugas de la Boissonny
- Usines Gillet in Izieux, fabriek uit 1870, gesloten in 1976

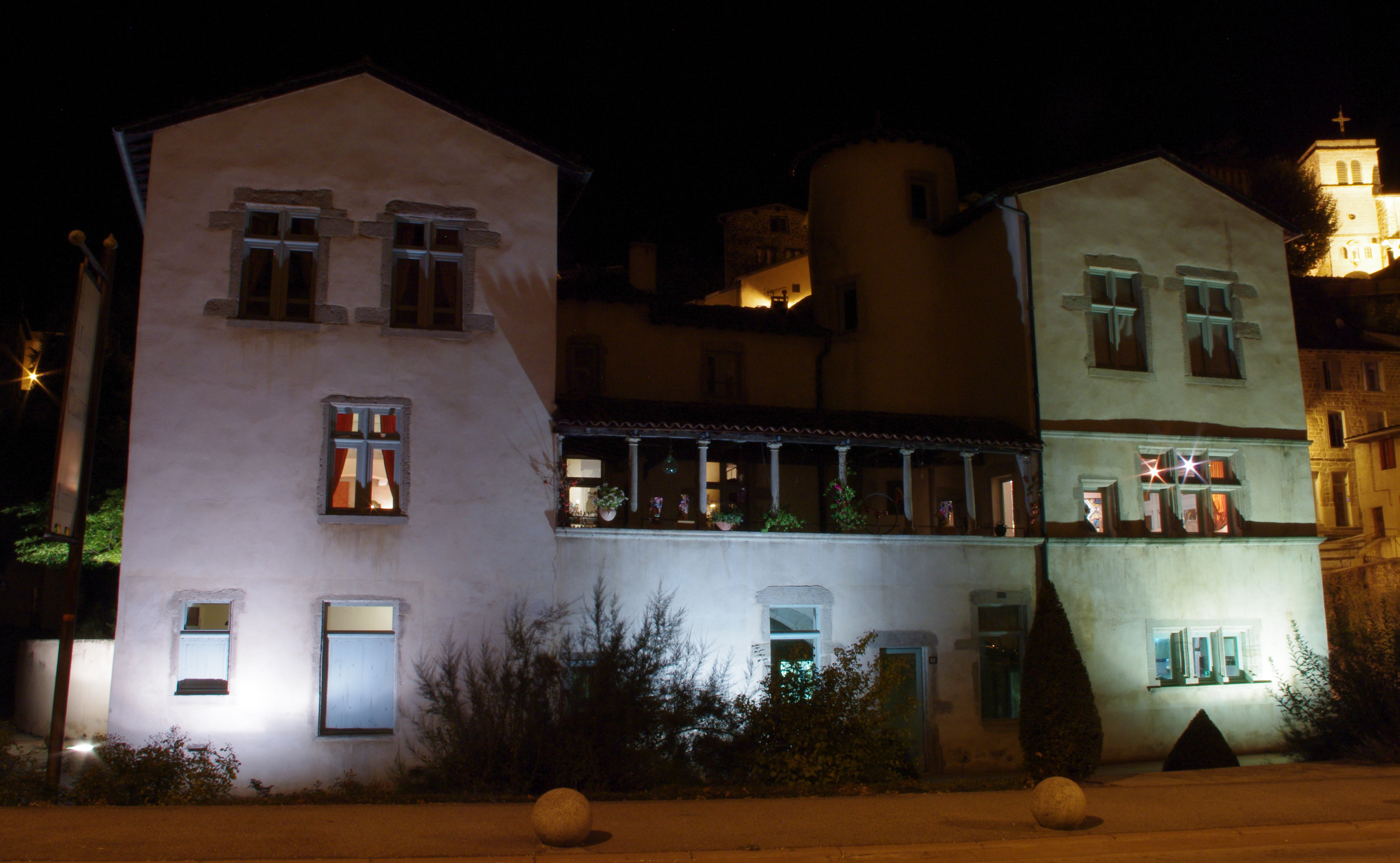
Maison des Chanoines
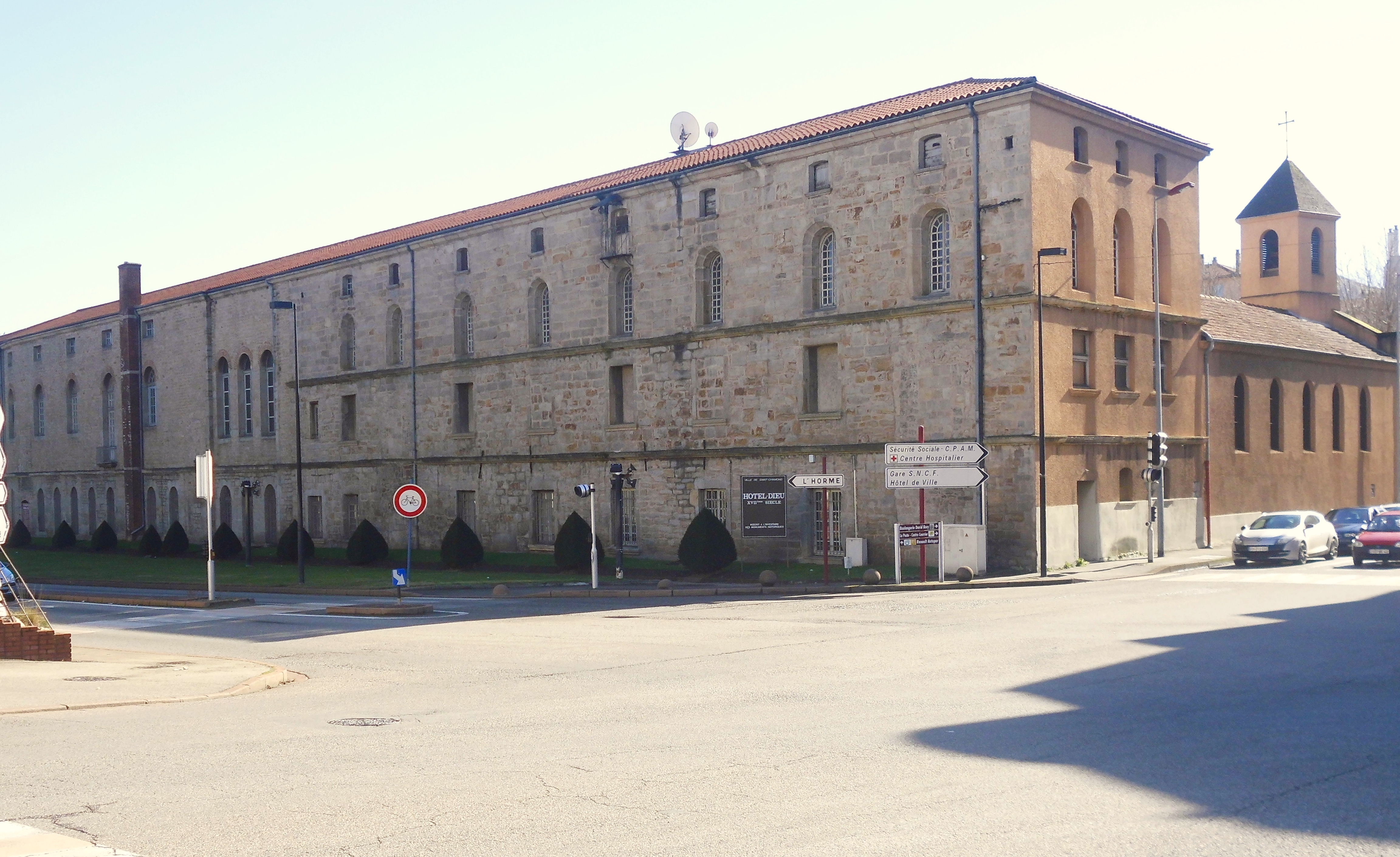
Hôtel-Dieu
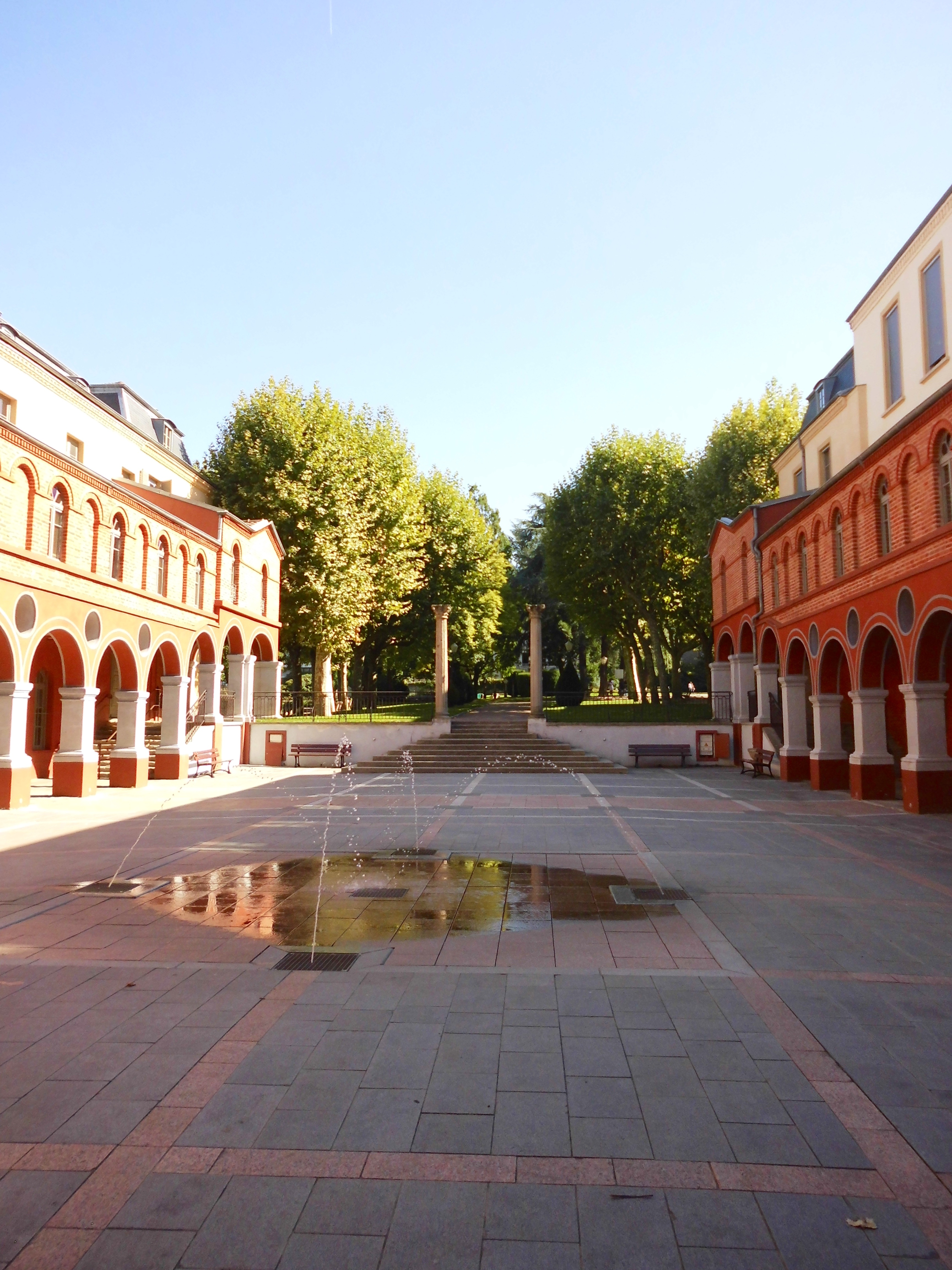
Couvent des Minimes
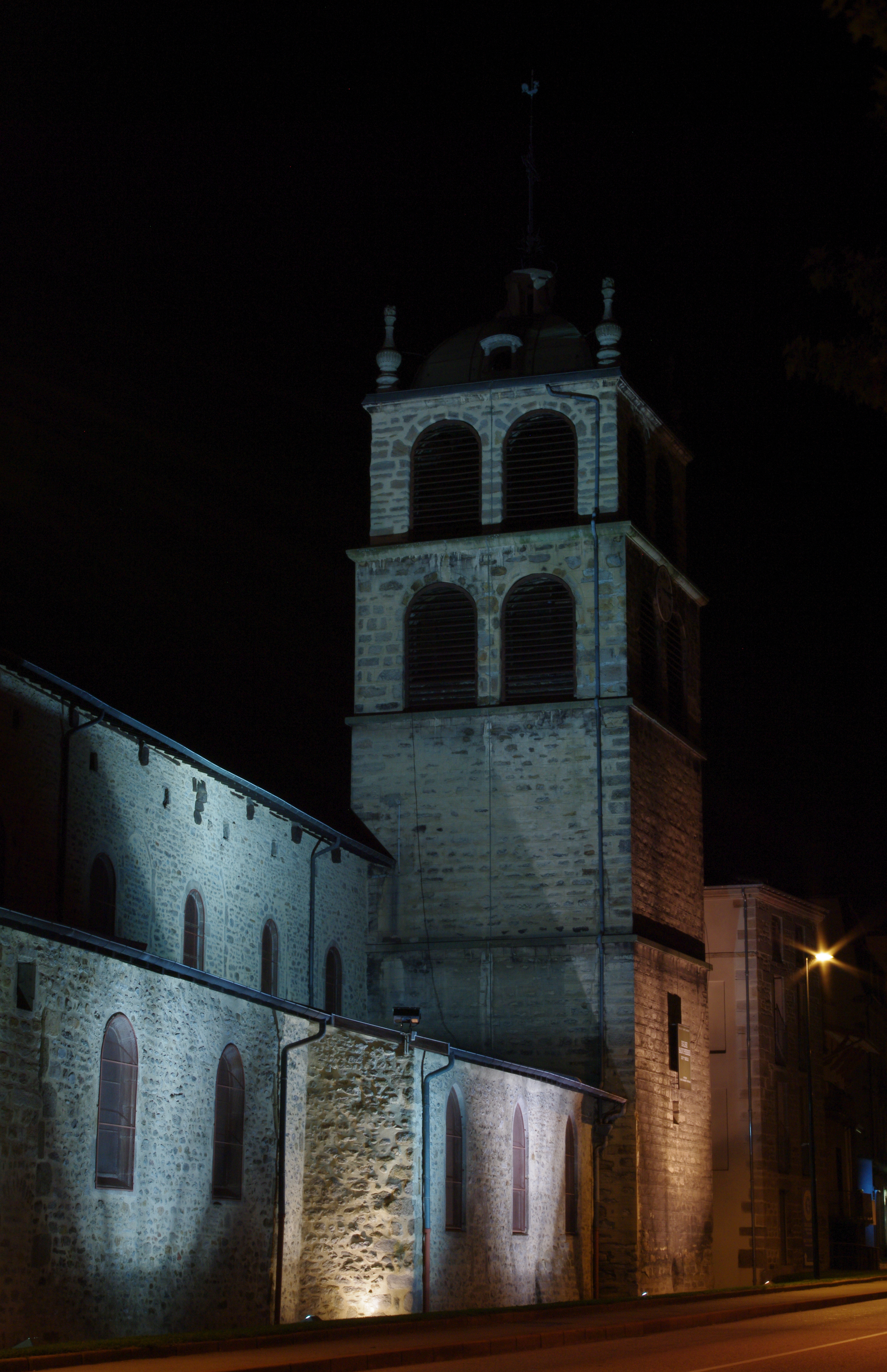
Église Saint-Pierre
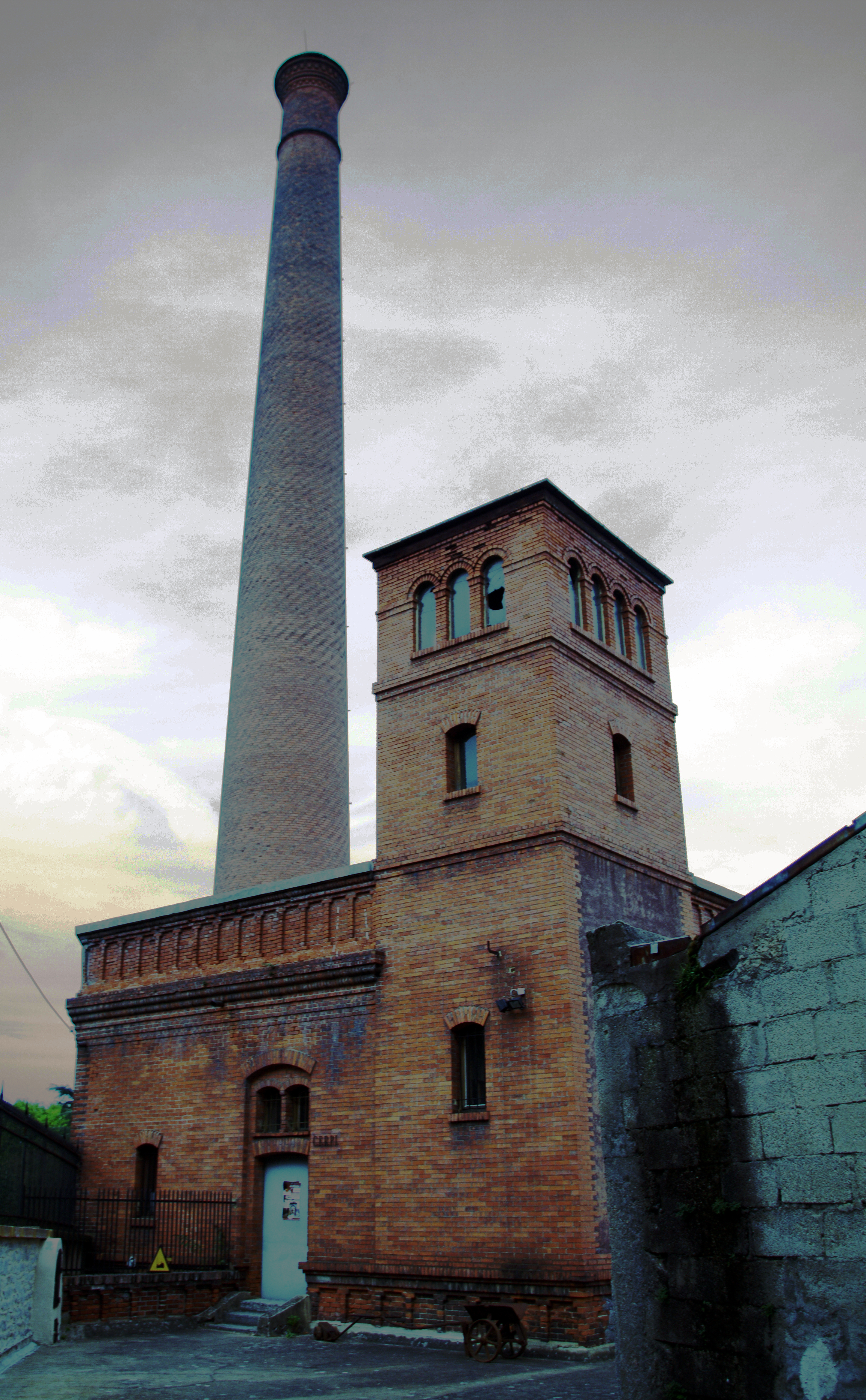
Usines Gillet

## Verkeer en vervoer
In de gemeente ligt het station Saint-Chamond. De autosnelweg A47 loopt door de gemeente.

## Geboren in Saint-Chamond
- Ravachol (1859-1892), anarchist
- Edmond Locard (1877-1966), grondlegger van de forensische wetenschap
- Roger Planchon (1931-2009), theaterdirecteur, dramaturg, filmregisseur en acteur
- Alain Prost (1955), Formule 1-coureur, eigenaar/manager Formule 1 'Prost Grand Prix'-raceteam